# Dorit Chrysler
Dorit Chrysler est une théréministe, compositrice, productrice et chanteuse autrichienne. Elle est la cofondatrice (avec Suzanne Fiol et Rob Schwimmer) de la New York Theremin Society et a lancé la première école américaine de thérémine, la « KidCoolThereminSchool ».

## Biographie
Dorit Chrysler est née à Graz et passé sa jeunesse en Autriche. Elle a chanté dans le chœur d'enfants de l'Opéra de Graz et a étudié la musicologie à l'Université de Vienne. Elle déménagea ensuite à New York, où elle travailla comme musicienne, en fondant le groupe Halcion. Elle a collaboré avec différents artistes, dont Elliott Sharp, Swans, Anders Trentemoeller, ADULT., Max Romero, Cluster, Chicks on Speed et Baby Dee.
Elle joue et enregistre en tant qu'artiste solo depuis 2000. Elle découvre le thérémine à cette époque,. Depuis lors elle a réalisé des performances dans de nombreux pays autour du monde, dont le Brésil, l'Australie, le Japon, la Chine et la Russie. En 2005, Chrysler et Suzanne Fiol (en) cofondèrent la New York Theremin Society,.
Elle a joué avec le San Francisco Symphony Orchestra et apparaît sur la bande originale du documentaire d'HBO Going Clear. Pour promouvoir le thérémine, elle a collaboré avec Lene Lovich, Dinosaur Jr., Marilyn Manson, Mercury Rev et Gordon Raphael du groupe The Strokes, Electric Indigo et Blonde Redhead. Elle a joué au Lincoln Center, au Palais de Tokyo, au Louisiana Museum, à Coachella, au Roskilde Festival, Konzerthaus de Vienne et au CBGB.

## Discographie
- Schlager On Parade - Plastiktray (2000)
- Best Of Dorit Chrysler - Plag Dich Nicht (2004)
- Tiny Thrills - Plag Dich Nicht (2005)
- Dorit Chrysler / Mico (3) / Monotekktoni / Iris (8) - 4 Women No Cry (Vol. 2) - Monika Enterprise (2006)
- Sea Of Negligence - Prurience Factory (2011)
- Avalanche - In My Room (2012)
- Chinatown Evil / Sci-Fi - Bubutz Records (2012)